# Esperanza Lemos
Esperanza Lemos (rođena kao Esperanza Lemos Sevilla) španjolska je glumica, koja se uglavnom pojavljuje u kazalištu, no glumila je i u televizijskim serijama.

## Filmografija[4]
- La mujer de tu vida 2 (1994.)
- MIR (2007.)[5]
- Cuéntame cómo pasó (2007.)
- Con pelos en la lengua (2009.)
- El abrigo (2013.)
- La ley del embudo (2018.) — Vanesa López

## Obitelj
Esperanza je kći glumice Rose Fontane (Rosa Engracia Sevilla Plo), kćeri pjesnika Avelina Seville Hernándeza i njegove supruge. Otac Esperanze je Rosin drugi muž, Carlos Manuel Lemos – sin glumca Carlosa Lemosa.